# Hibiscus phoeniceus
Hibiscus phoeniceus är en malvaväxtart som beskrevs av Nikolaus Joseph von Jacquin. Hibiscus phoeniceus ingår i Hibiskussläktet som ingår i familjen malvaväxter. Inga underarter finns listade i Catalogue of Life.

## Bildgalleri

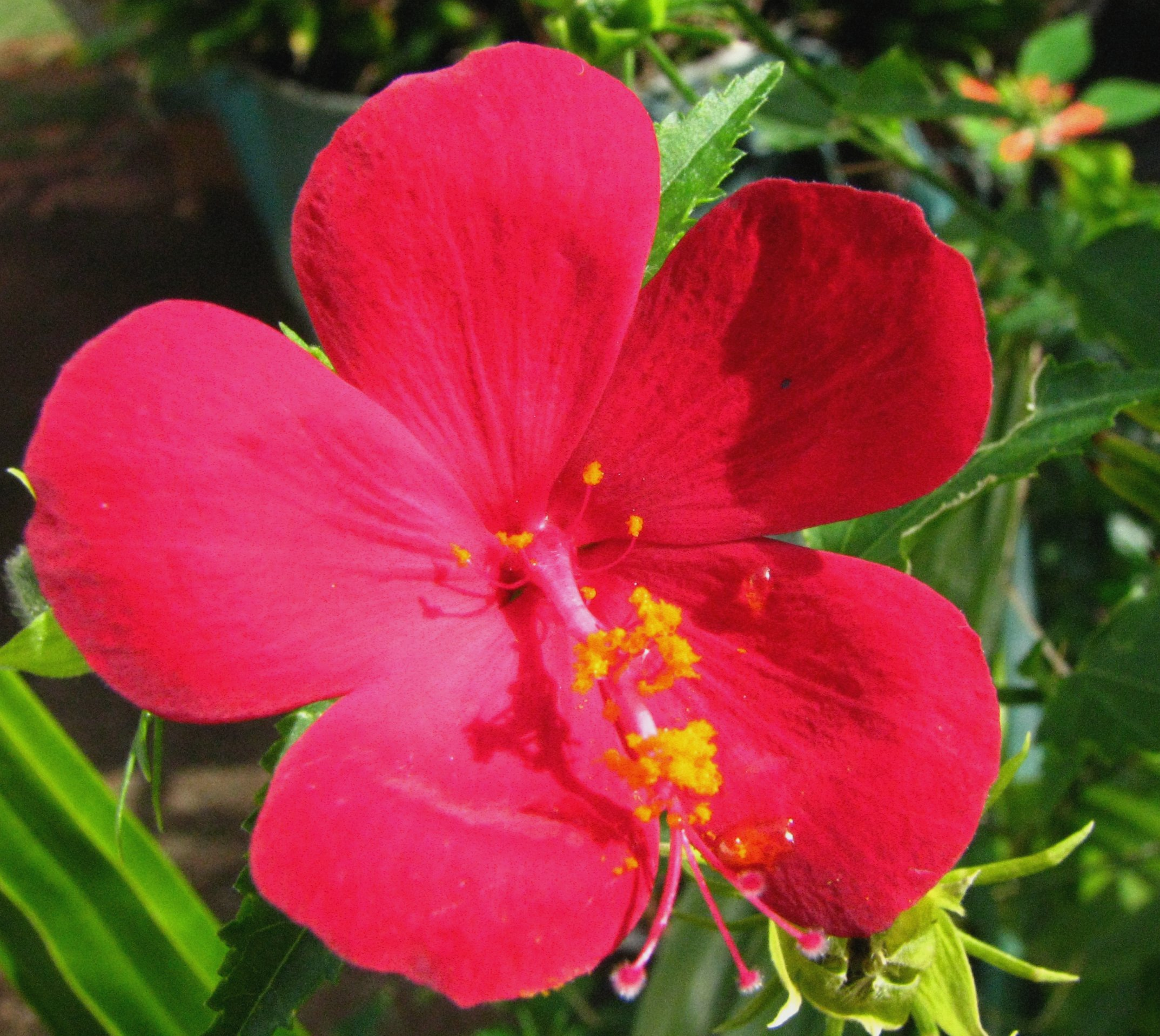
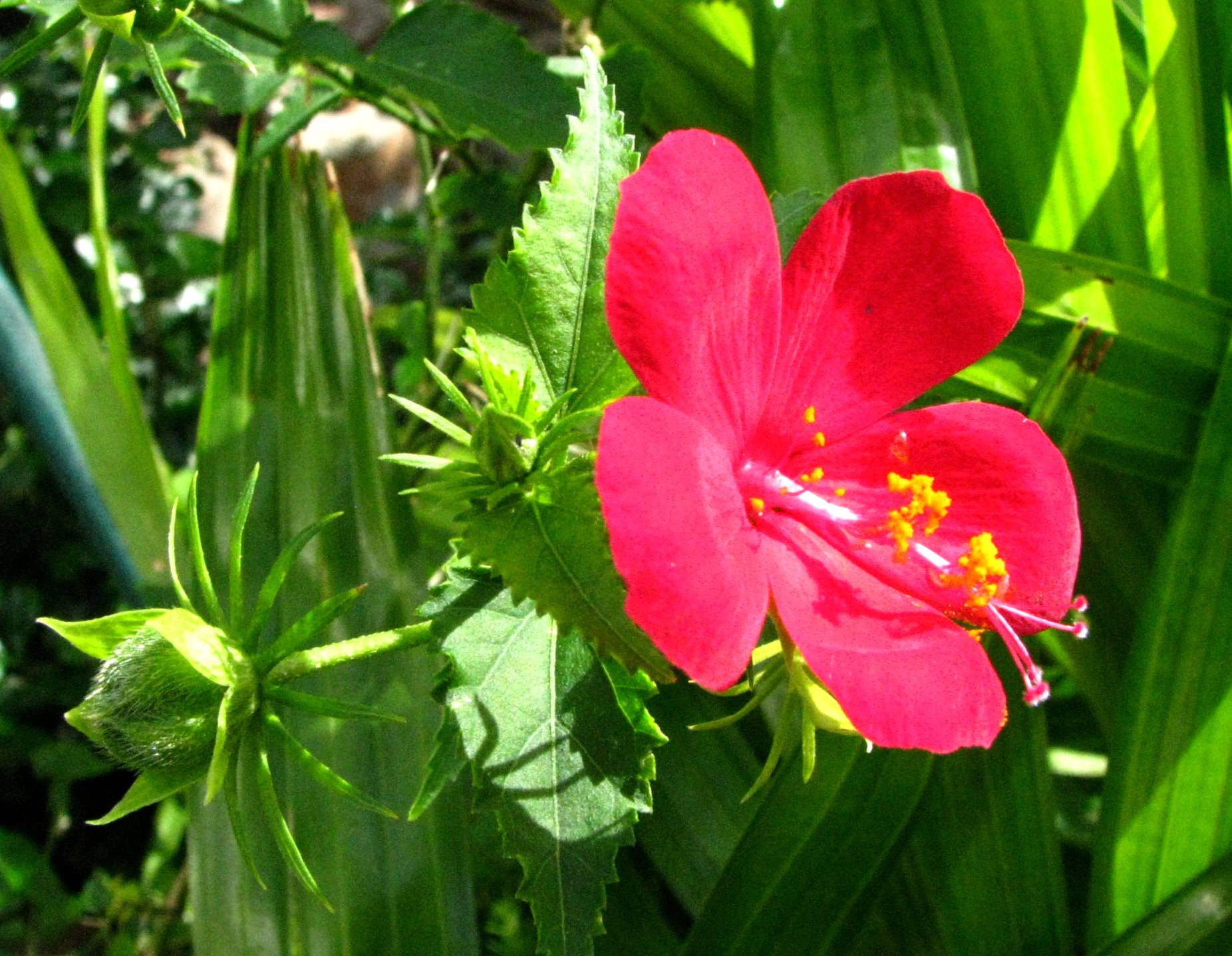
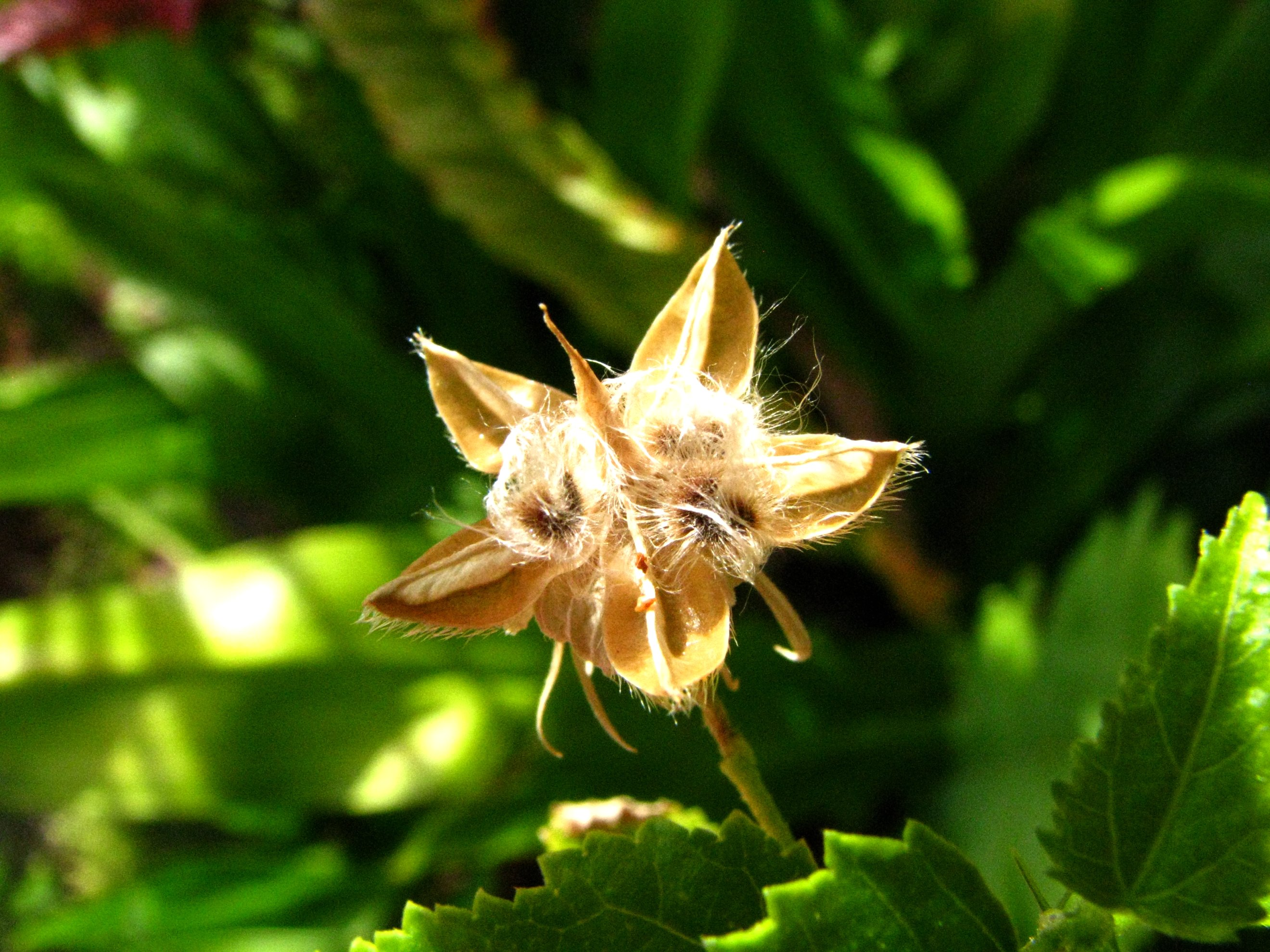
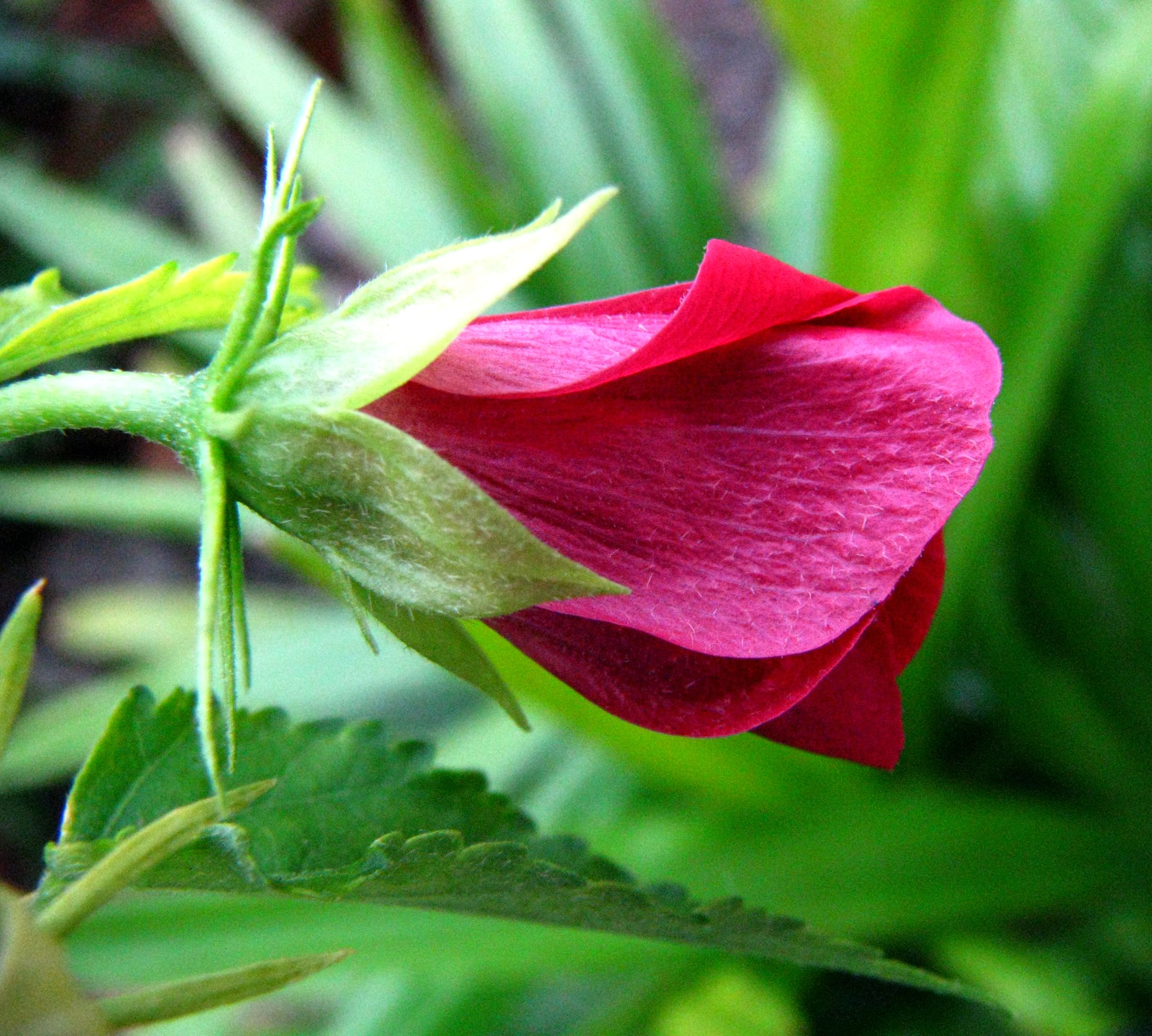
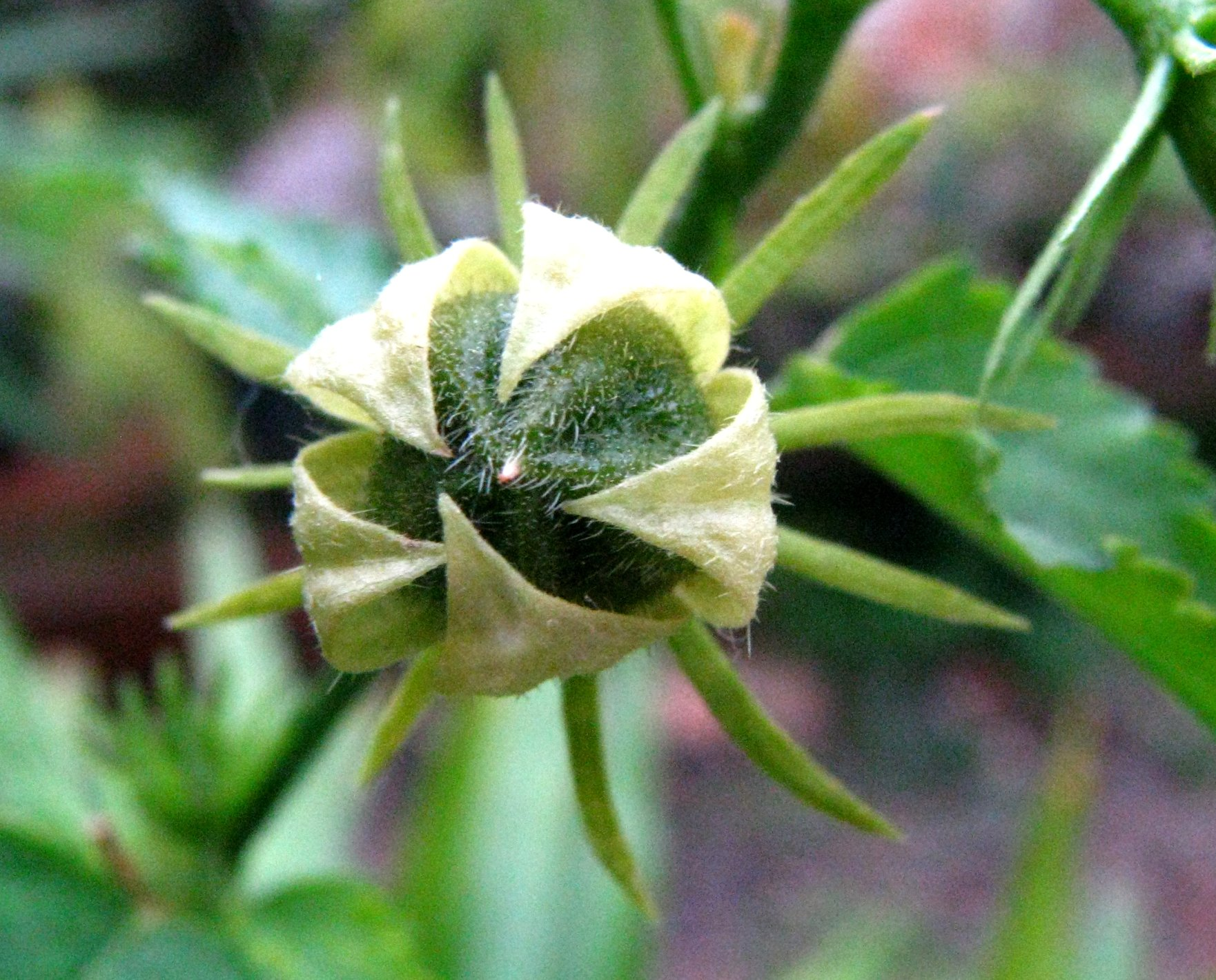
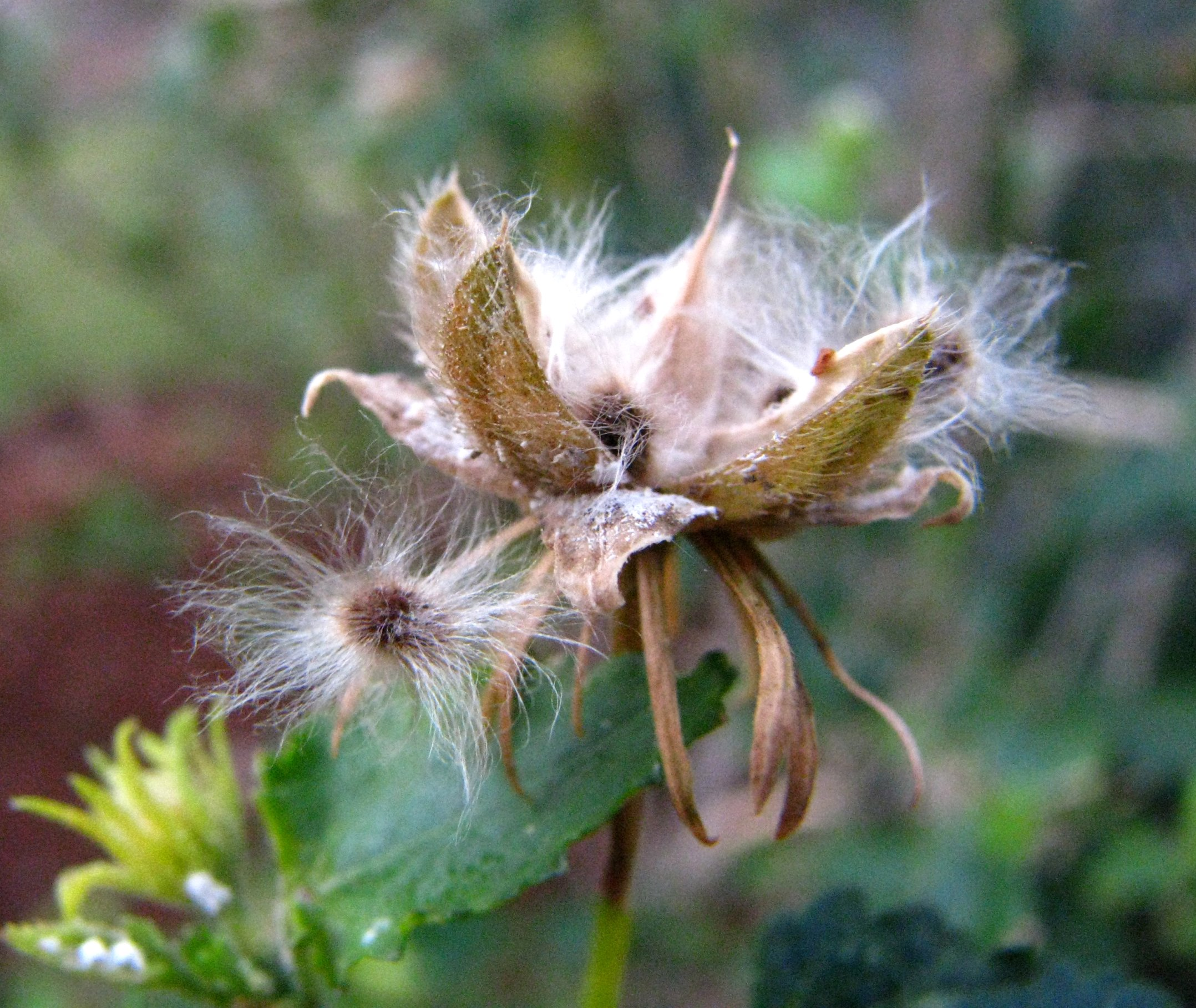